# Щугор (притока Печори)
Щугор(Щугирь, Щу́гер) — річка в республіці Комі, права притока Печори.

## Витрата води
Витрата води фіксувалася в спостережному пункті Мічабічевник. Були зафіксовані такі дані: середня витрата води 246м³/с, максимальна витрата 4940м³/с(1952 року), мінімальна витрата 9,37м³/с (1939 року).